# Dasynemella sexalineata
Dasynemella sexalineata är en rundmaskart som först beskrevs av Nathan Augustus Cobb 1920.  Dasynemella sexalineata ingår i släktet Dasynemella och familjen Ceramonematidae. Inga underarter finns listade i Catalogue of Life.